# Mesosa poecila
Mesosa poecila là một loài bọ cánh cứng trong họ Cerambycidae.